# Ranunculus stenorhynchus
Ranunculus stenorhynchus Franch. – gatunek rośliny z rodziny jaskrowatych (Ranunculaceae Juss.). Występuje endemicznie w Chinach, w zachodniej części Syczuanu. 

## Morfologia
PokrójBylina o lekko owłosionych pędach. Dorasta do 15 cm wysokości.
LiścieW zarysie mają okrągło owalny kształt, złożone z podwójnie klapowanych segmentów. Mierzą 0,5–1 cm długości oraz 1–2 cm szerokości. Nasada liścia ma sercowaty kształt. Ogonek liściowy jest nagi i ma 3–5,5 cm długości.
KwiatySą pojedyncze. Pojawiają się na szczytach pędów. Mają żółtą barwę. Dorastają do 20–55 mm średnicy. Mają 5 eliptycznych działek kielicha, które dorastają do 4 mm długości. Mają 5 odwrotnie owalnych płatków o długości 6 mm.
OwoceOwłosione niełupki o odwrotnie jajowatym kształcie i długości 1 mm. Tworzą owoc zbiorowy – wieloniełupkę o jajowatym kształcie i dorastającą do 3 mm długości.